# LEEZ
LEEZ, de artiestennaam van Lisa Van Rossem, is een Belgische artieste. Ze was genomineerd voor de titel 'Radio 2 Zomerhit' 2024 met haar single Toxic Lullaby en is een deelneemster aan Eurosong 2025.

## Carrière
In 2005 startte Lisa van Rossem haar carrière met  Eurosong for Kids. Als deel van het duo Lila strandde ze in de halve finale.
In 2016 nam ze deel aan The Voice van Vlaanderen. Ze schopte het tot de liveshows, als lid van team Bart Peeters.
Sinds 2023 treedt Van Rossem solo op onder de artiestennaam LEEZ. Als LEEZ tekende ze een platencontract. Hetzelfde jaar bracht ze haar eerst solosingle Who Will There (It's Me) uit, dat de 25ste plaats haalde van de Vlaamse Ultratop 50. Daarnaast trad ze vaak op als backing vocal bij haar broer Metejoor.
In 2024 werd haar single Toxic Lullaby genomineerd voor de Radio 2 Zomerhit. Eind 2024 werd ze aangekondigd als een van de acht kandidaten voor Eurosong 2025. In de finale eindigde ze tweede met haar nummer Perfectly Imperfect. 

## Discografie
| Single met hitnotering(en) in de Vlaamse Ultratop 50 | Datum van verschijnen | Datum van binnenkomst | Hoogste positie | Aantal weken | Opmerkingen |
| ---------------------------------------------------- | --------------------- | --------------------- | --------------- | ------------ | ----------- |
| Who Will There (It's Me)                             | 2023                  | 02-09-2023            | 25              | 13           |             |

## Privé
Van Rossem is de zus van zanger Metejoor. Ze omschrijft haar geaardheid als biseksueel. Ze heeft ADHD, epilepsie en de ziekte van Crohn.